# ریکیا ایماایزومی
ریکیا ایماایزومی (انگلیسی: Rikiya Imaizumi؛ زادهٔ ۱ فوریهٔ ۱۹۸۱) فیلم‌نامه‌نویس، و کارگردان فیلم اهل ژاپن است. وی از سال ۲۰۰۵ میلادی تاکنون مشغول فعالیت بوده‌است.